# Rain Phoenix
Rain Phoenix (née Raina Joan of Arc Bottom le  21 novembre 1972 à Crockett au Texas) est une actrice et chanteuse américaine.

## Biographie
Rain Phoenix est la sœur de Joaquin, de River et Summer Phoenix. Elle a joué dans Even Cowgirls Get the Blues de Gus Van Sant.
Elle est également chanteuse.

## Filmographie
- 1987 : Maid to Order : Brie Starkey
- 1993 : Even Cowgirls Get the Blues de Gus Van Sant : Bonanza Jellybean
- 1995 : Prête à tout de Gus Van Sant (non créditée)
- 2001 : Othello 2003 : Emily
- 2001 : Stranger Inside (téléfilm) : Kit
- 2004 : Harry and Max : Nikki
- 2005 : Hitch, expert en séduction de Andy Tennant : Kate
- 2005 : Kids in America de Josh Stolberg (en) : chanteuse
- 2021 : Violet de Justine Bateman : Rita